# Benigno Dalmazzo
Benigno Dalmazzo (Turín, Provincia de Turín, Italia, 5 de enero de 1895-Asiago, Provincia de Vicenza, Italia, 1 de julio de 1916) fue un futbolista italiano. Se desempeñaba en la posición de delantero.

## Biografía
Huérfano desde muy joven, estudió en el Instituto Social de la Compañía de Jesús. Al entrar Italia en la Primera Guerra Mundial, Dalmazzo se alistó como voluntario, encontrando la muerte en el transcurso del conflicto durante sus funciones como teniente del 162º Regimiento de la Brigada Ivrea en la localidad de Rossastòn, entre los abetos que se elevan hacia la cumbre del monte Interrotto, sobre Asiago.

## Trayectoria
Se incorporó al equipo juvenil de la Juventus de la época, y llegó a ser su capitán. Debutó el 12 de febrero de 1911 contra el Piemonte Football Club en un empate a uno, mientras que su último partido lo disputó contra el Genoa el 21 de marzo de 1915, en la derrota en casa por 2-5. En cinco temporadas con la Juventus disputó 38 partidos y marcó 20 goles.

## Clubes
| Club           | País   | Año         |
| -------------- | ------ | ----------- |
| Juventus F. C. | Italia | 1910 - 1915 |